# Tumalo Mountain
Tumalo Mountain est un volcan bouclier situé au Nord-Ouest des États-Unis, dans le centre de l'Oregon. Il fait partie de la chaîne des Cascades et se trouve au sud-est des Three Sisters et au nord-est du mont Bachelor.

Carte topographique de la région des Three Sisters (centre gauche) avec Tumalo Mountain (coin inférieur droit).